# 蕭立禮琴說
《蕭立禮琴說》，古琴谱。清嘉庆十二年萧立禮撰辑。

## 琴谱介绍
此琴谱具有重要价值，北京图书馆珍为善本，中国音乐研究所作为教材，内含许多琴論，谱序尊为典型。琴谱中只含有《平沙落雁》一曲琴曲。